# Ugine
Ugine è un comune francese di 7 312 abitanti situato nel dipartimento della Savoia della regione dell'Alvernia-Rodano-Alpi.
Il suo territorio comunale è bagnato dalle acque del fiume Arly che ivi riceve quelle del fiume Chaise.

## Società

### Evoluzione demografica
Abitanti censiti